# 罗塞塔项目
罗塞塔项目（Rosetta Project），是一个由语言专家和母语使用者协作创建一个现代版本的罗塞塔石碑的全球性项目，于2000年启动。该石碑计划从公元2000年持续存在至公元12,000年。该项目由恒今基金会发起，它的最终目标是调查并创建一个拥有1500种语言的永久性存档。这其中有一些语言只有数千使用者了，其他有一些语言则因为全球化和英语和其他主要语言的广泛使用而逐渐灭绝。该项目意在建立一个独特的比较语言学研究和教育平台以及在未来有可能帮助语言恢复与复兴的功能性语言学工具。
该项目通过开放贡献的方式来创建这一广博的语言存档，这种开放式的流程与最早的的牛津英语词典类似。最终的存档将会公开以三种不同的媒介发行：
- 一个三英寸（7.62厘米）的镍合金微缩蚀刻"罗塞塔圆盘"，预计使用寿命为两千年；
- 一卷纪念用参考书；
- 一个正在成长中的在线存档。